# Ravenna, Texas
Ravenna är en ort i Fannin County i delstaten Texas, USA.